# Xian de Yicheng (Shanxi)
Pour les articles homonymes, voir Yicheng.
Le xian de Yicheng (翼城县 ; pinyin : Yìchéng Xiàn) est un district administratif de la province du Shanxi en Chine. Il est placé sous la juridiction de la ville-préfecture de Linfen.

## Démographie
La population du district était de 301 659 habitants en 1999.
Depuis 1985, le district de Yicheng est l'objet d'une expérience démographique. Initiée par le professeur Liang Zhontang de l'école du Parti de la province du Shanxi, elle observe les effets à long terme d'une dérogation à la politique de l'enfant unique. Les couples de Yicheng ont le droit d'avoir deux enfants, le premier à 24 ans et le second à 30. Le résultat montre sur en l'an 2000 un accroissement de population de 20,7 %, au lieu des 25,5 % de la moyenne nationale. Il n'y a donc pas eu d'explosion démographique.